# Enchelycore lichenosa
Enchelycore lichenosa és una espècie de peix de la família dels murènids i de l'ordre dels anguil·liformes.

## Morfologia
Els mascles poden assolir els 90 cm de longitud total.

## Distribució geogràfica
Es troba a Taiwan, el sud del Japó i les Illes Galápagos.